# Muntanya de Sant Miquel
La muntanya de Sant Miquel està situada al massís de les Gavarres, a cavall entre els municipis de Girona i Celrà, a la comarca catalana del Gironès. Té una altura
aproximada d'uns 385 metres. Just al cim de la muntanya hi ha un vèrtex geodèsic (referència 306096001 de l'Institut Cartogràfic de Catalunya) i el
castell de Sant Miquel, que actua com a símbol emblemàtic de la muntanya igual que li dona el nom. Forma un eix imaginari nord/sud entre la muntanya del Congost i puig Estela en què la carena fa que les aigües davallin al sud-oest cap a l'Onyar a Girona i al nord-oest cap al Ter, al terme de Celrà.
La muntanya forma part del massís de les Gavarres, que és una alineació muntanyosa de la Serralada Litoral Catalana que forma un arc que
marca els límits geogràfics meridionals de la plana de l'Empordà. Aquest massís constitueix, juntament amb les muntanyes de Begur, l'extrem septentrional de la Serralada Litoral. Té la forma d'un gran arc que s'obre cap al nord, a cavall entre les comarques del Baix Empordà i el Gironès, i una extensió propera als 350 quilòmetres quadrats, repartits per una vintena de municipis.
Aquest cim està inclòs al llistat dels 100 cims de la FEEC.

## Història
La muntanya de Sant Miquel, igual com passa ara i ha passat sempre amb qualsevol altre espai habitat, és i ha estat el reflex de les
activitats i de les formes de vida dels diferents col·lectius humans que l'han poblat. Les cases assenyalen la importància de l'organització de la societat en famílies, les parets de les feixes, els recs, els molins, i en el cas de Sant Miquel les mines de ferro anomenades Victoria, indiquen les maneres en què aquestes famílies han pogut obtenir la seva subsistència; les esglésies i els camins recorden les maneres amb què les famílies s'han organitzat; i els noms dels llocs i les llegendes reflecteixen una manera de pensar i percebre el món. L'estudi del paisatge amb una mentalitat històrica, doncs, permet trobar, sota l'espessa capa de vegetació que avui cobreix les Gavarres, les restes d'altres maneres de viure que, en el fons, coincideixen amb les successives etapes de la història del massís.

## El Castell de Sant Miquel

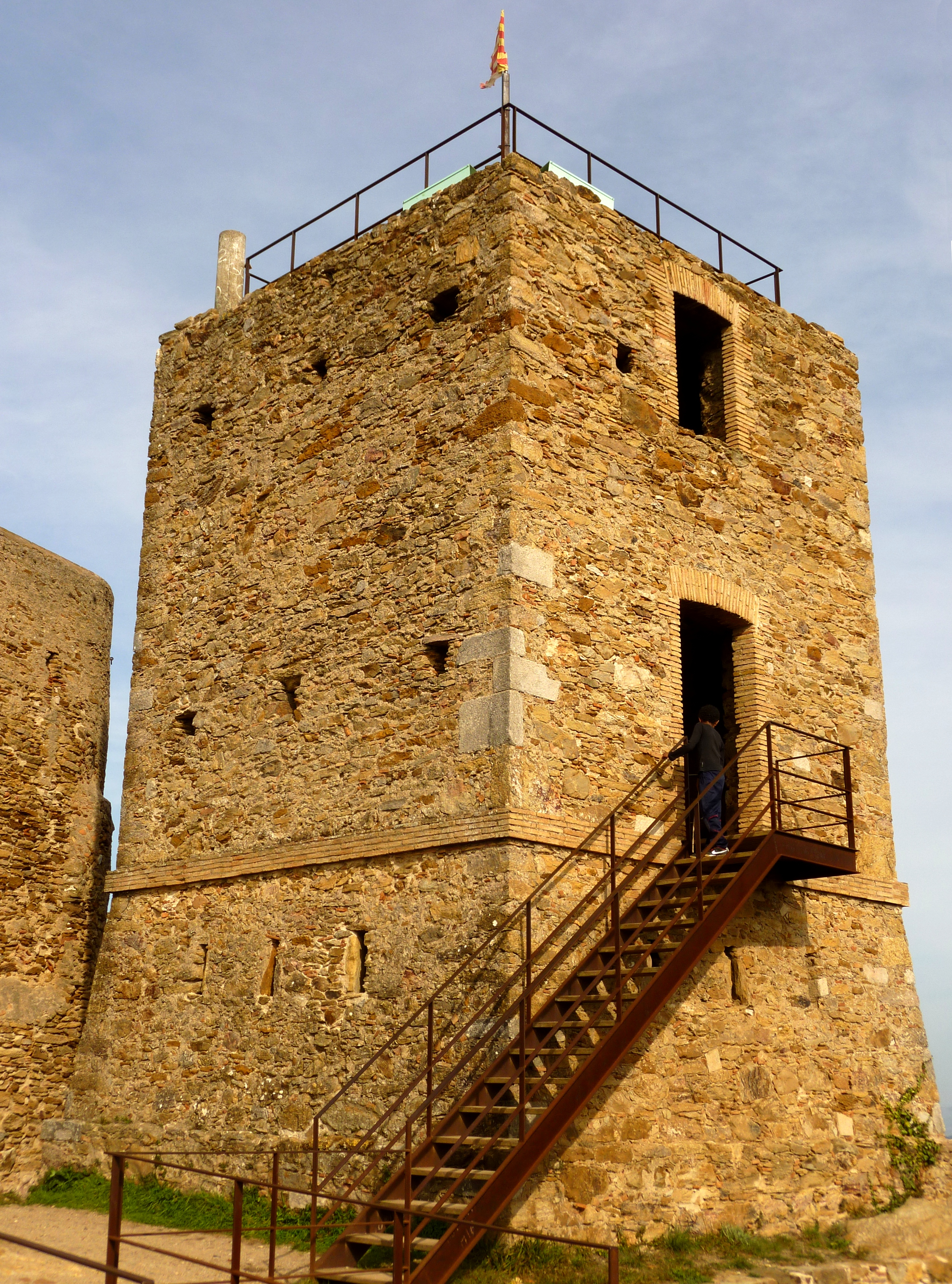
Castell de Sant Miquel

El Castell de Sant Miquel és un conjunt arquitectònic al cim i l'emblema de la muntanya. La seva ubicació permet el control de grans extensions del territori que en feia un punt geoestratègic molt important a l'antiguitat. Aquest conjunt envoltat per un fossat inclou una ermita, dita de Sant
Miquel Arcàngel, i una torre de base quadrada que es correspon amb el tipus de torre emprada per a la telegrafia òptica civil a la meitat del segle xix. El lloc és un perfecte exemple de la reutilització successiva d'aquest espai al llarg del temps per raó de les necessitats canviants.

## Protecció
El 1998 es fundà el Consorci de les Gavarres, massís on s'ubica Sant Miquel, amb representació de diferents ajuntaments de la zona, per
assegurar-se la protecció i la gestió d'aquest espai d'interès natural, declarat com a tal en el marc del PEIN des de 1992. Les diferents muntanyes del massís, entre elles Sant Miquel, tenen reconeguts valors científics, ecològics, paisatgístics, culturals i socials. Fou declarat Espai d'Interès Natural al desembre de 1992, amb una superfície de 28.672 hectàrees. L'objectiu de la figura de protecció és compatibilitzar els usos i conservació en aquest espai tan singular. Es tracta d'un espaí inclòs en el Pla d'Espais d'Interès Natural de Catalunya, dins a la Xarxa Natura 2000.

## Geologia
La muntanya de Sant Miquel, igual que totes les altres de les Gavarres, són molt antigues, de l'era paleozoica, formades bàsicament per
esquistos i pissarres que cap al sud es troba en contacte amb granit litoral, mentre les calcàries apareixen puntualment a l'extrem nord-occidental. El massís està constituït per roques sedimentàries i vulcano-sedimentàries metamorfosades. També s'hi troben els sediments paleozoics afectats per un
lleuger metamorfisme regional. Cal esmentar també els sediments quaternaris, els quals es troben sobretot a les zones planes que voregen el massís. La situació i orientació, de nord-est a sud-est, així com els diferents tipus de substrats, fan que el massís tingui un notable grau de diversitat.  
Tot i ser de relleu suau, on el principal agent modelador són els cursos fluvials, no ha assolit grans altures.
Aquest massís constitueix una barrera física infranquejable, entre les comarques de la Selva i el Baix Empordà. Els pics no són gaire alts: per exemple el de Sant Miquel (385), mentre que el més alt és el Puig d'Arques que arriba fins als
527 metres per sobre el nivell del mar.

## Fauna i vegetació
La muntanya de Sant Miquel posseeix la típica vegetació de la zona mediterrània, vegetació acostumada a les escasses pluges a l'estiu, amb
abundants hores de sol i les extenses pluges de la tardor. Les plantes que viuen a la muntanya són espècies mediterrànies com l'alzina, el Garric, l'arboç, el xuclamel, i també brucs, estepes i pins. També hi ha el grèvol, l'avellaner, el ginebró i l'om. Els animals que acostumen a viure a la muntanya són l'esparver, l'astor, el gamarús eurasiàtic, i el duc. També s'hi poden trobar altres animals com: ratolí boscà, les guilles i gats mesquers, senglars i teixons. De fet el senglar és el símbol identitari de les gavarres, igual que un gran atractiu per les diferents associacions de caçadors del territori.